# Fruchtextrakt
Ein Fruchtextrakt ist ein aus Früchten extrahierter Stoff, der zur Süßung, Färbung oder Geschmacksveränderung von Lebensmitteln verwendet wird. 
Auf Grund der gestiegenen Nachfrage nach Waren ohne chemisch produzierte Inhaltsstoffe sind Fruchtextrakte sehr beliebt. Vom Geschmack und der Konsistenz her ist der Fruchtextrakt aber nicht von einem identischen chemischen Produkt zu unterscheiden.
Siehe auch: Aromen, Extraktion (Verfahrenstechnik)